# Fernando Dameto Zaforteza
Fernando Dameto Zaforteza (Palma de Mallorca, 1979) es un historiador especializado en la Edad Moderna y Edad Contemporánea. Profesor de Historia Global, Historia Contemporánea y Humanidades Aplicadas, es Licenciado en Humanidades y Doctor en Historia por la Universidad CEU San Pablo. Previamente fue educado en el colegio benedictino Downside School.
Su carrera profesional ha transcurrido entre el sector cultural y el educativo. Tras iniciarse en firmas como Sotheby's y CaixaForum, se incorporó al Instituto de Empresa, donde fue responsable de implementar y desarrollar el programa académico de Humanidades. A raíz de esta posición ejecutiva ha desarrollado su actividad en las tres áreas del mundo académico (gestión, investigación y docencia).
Su investigación y su docencia se caracterizan tanto por ser ejercicios interdisciplinares (que conjugan varias áreas de conocimiento) como macrohistóricos (en los que se analiza un proceso histórico de largo recorrido).
Actualmente es profesor de Estudios Liberales y decano de Crecimiento en CIS University.
Igualmente, siguiendo la tradición familiar, es caballero de la Orden de Malta.

### Libros y publicaciones
- Dameto Zaforteza, Fernando (2024). «Imperial Rule and Centers of Learning in the Spanish Atlantic World. The role of the Bourbon Scientific Expeditions in the creation of Enlightenment Institutions in Spanish America.» (Web). The International Journal of Interdisciplinary Social and Community Studies. 19 (1). Common Ground Research Networks. p. 169-187. ISSN 2324-7584. Consultado el 12 de diciembre de 2024.
- Dameto Zaforteza, Fernando (Octubre 2024). «La expedición Balmis contra la viruela y los 22 niños que llevaron la vacuna a América y Asia» (Web). Madrid: El Debate (periódico digital). Consultado el 2 de octubre de 2024. «La Real Expedición Filantrópica de la Vacuna supuso la primera inmunización masiva y universal transoceánica de la historia.»
- Dameto Zaforteza, Fernando. «Periodo de publicación recogido 2016 - 2023» (Web). Universidad de La Rioja: Dialnet. Consultado el 2 de octubre de 2024.
- Dameto, Fernando.  La Occidental, ed. «Vivir sin smartphone» (Web). Consultado el 10 de junio de 2023. «¿Qué es eso? ¿Cómo puedes vivir sin smartphone?»
- Dameto Zaforteza, Fernando (2022). «Contemporización, conocimiento y equilibrio. El proyecto de la Real Armada para recuperar el consenso americano (1787-1795)» (Web). Aportes. Revista de Historia Contemporánea 109. Madrid. p. 313-344. Consultado el 12 de diciembre de 2024. «La historiografía suele dividir en dos períodos el gobierno español de la América española, el régimen “imperial” de los Austrias y el periodo “colonial” que supuso la reforma borbónica, omitiendo que hubo un momento, en los inicios del reinado de Carlos IV (1788-1808), en el que se intentaron contemporizar las medidas de control introducidas por José de Gálvez durante el reinado de Carlos III.»
- Dameto Zaforteza, Fernando (2021). La economía política en las expediciones ilustradas a la América española (1734-1810).. Córdoba: AlmuzaraLibros. ISBN 978-84-18952-85-2. Consultado el 14 de enero de 2022.
- Dameto Zaforteza, Fernando (Noviembre 2016). «Repensando el arte: el mercado del arte moderno como caso de gestión» (Web). Business Review (Núm. 261). Deusto: Harvard-Deusto. ISSN 0210-900X. Consultado el 14 de diciembre de 2022.